# بيدرو إيارلي
بيدرو ايارلي ليما دانتاس أو ببساطة ايارلي (من مواليد 29 مارس 1974 في كويكسراموبيم ، البرازيل ) هو لاعب كرة قدم برازيلي متقاعد لعب بشكل رئيسي كلاعب خط وسط مهاجم .

## مسيرته مع الأندية
لعب ايارلي مع أتلتيكو فيروفياريو وسيارا وبايساندو من البرازيل وريال مدريد ب وسيتا ومليلية من إسبانيا وبوكا جونيورز من الأرجنتين ودورادوس دي سينالوا من المكسيك . انضم إلى إنترناسيونال في بطولة البرازيل 2005 من دورادوس دي سينالوا، حيث لعب خلال موسم 2004-2005. على الرغم من إعجاب إيارلي بدورادوس في موسمه الأول، إلا أنه عانى أيضًا من الإصابات، حيث ظهر في تسع مباريات فقط، وسجل ثلاث تمريرات حاسمة.
في إنترناسيونال، ترك إيرلي انطباعًا جيدًا في البداية، لكنه فقد مكانه بعد ذلك في الفريق الذي فاز في النهاية بكأس ليبرتادوريس في عام 2006 لصالح الفتى الرائع رافائيل سوبيس . بعد انتقال سوبيس إلى ريال بيتيس ، ارتدى القميص رقم 10 وساعد إنتر على الفوز بكأس العالم للأندية في نفس العام.
في عام 2008 انتقل إلى غوياس . وفي عام 2009، سجل 12 هدفًا في الدوري الإيطالي وقدم فريقه موسمًا جيدًا باحتلال المراكز الأولى على الرغم من احتلاله المركز التاسع.
في نهاية عام 2009، وقع إيارلي عقدًا مع كورينثيانز . في نهاية عام 2010، انتقل إلى فريق سيارا في الدوري الإيطالي .
اعتزل ايارلي كرة القدم في 22 أغسطس 2014، بعد أن ترك نادي طفولته و أول نادي يلعب به نادي أتلتيكو فيروفياريو. 

## الإنجازات والألقاب
مع نادي سيارا
- بطولة سيرينسي : 2002، 2011

مع بوكا جونيورز
- الدرجة الأولى : 2003 الفتح
- كأس الانتركونتيننتال : 2003

مع إنترناسيونال
- كوبا ليبرتادوريس : 2006
- ريكوبا سوداميريكانا : 2007
- كأس العالم للأندية : 2006
- بطولة غاوتشو : 2008

مع غوياس
- الدوري البرازيلي الدرجة الثانية : 2012
- بطولة جويانو : 2009، 2012

مع بايساندو
- بطولة بارينسي : 2013

الإنجازات الفردية
- الكرة الفضية لكأس العالم للأندية : 2006

## روابط خارجية
- بيدرو إيارلي على BDFutbol